# Стефан (Хміляр)
Стефа́н Ві́ктор Хмі́ляр (24 травня 1945, Ламонт, Альберта, Канада — 21 грудня 2024) — єпископ Торонтський Української греко-католицької церкви в 2003—2019 роках.

## Біографія
Народився 24 травня 1945 року в м. Ламонт, Канада). Навчався в Оттавському університеті (1966–1968), захистивши бакалаврат з філософії. Відтак захистив бакалаврат з богослов'я при Університеті святого Павла в Оттаві (1968–1972).
У 1968 році склав довічні чернечі обіти в Чині святого Василія Великого. 11 червня 1972 року був висвячений на священника (святитель — владика Ніль Саварин, ЧСВВ). Душпастирював у різних парафіях: 1972–1973 — парох Української католицької парафії в Чіпман (Борщів, Альберта); 1973–1975 — сотрудник парафії Святого Василія Великого в Едмонтоні (Альберта); 1975–1978 — парох парафії Святого Івана Хрестителя в Оттаві (Онтаріо); 1978–1982 — сотрудник парафії Святого Василія Великого в Едмонтоні (Альберта); 1982–1984 — парох парафії Покрови Пресвятої Богородиці у Ванкувері (Британська Колумбія); 1984–1988 — парох парафії Преображення ГНІХ у Денвері (Колорадо, США); 1988–1990 — сотрудник парафії Святого Миколая в Баффало (Нью-Йорк, США); 1990–2000 — парох парафії Святого Миколая в Гамільтоні (Онтаріо); 2000 — парох парафії Успіння Пресвятої Богородиці в Місісага (Онтаріо). У 1991 році виступив з Василіянського Чину і став єпархіальним священником Торонтської єпархії.
Займав посади канцлера єпархії, був членом Пресвітерської ради та членом Колегії єпархіальних радників Торонтонської єпархії. Крім того, працював при Трибуналі в подружніх справах в Оттаві та при українському Трибуналі в подружніх справах в Едмонтоні. Впродовж п'яти років служив як духівник у новіціяті Згромадження Сестер Служебниць Непорочної Діви Марії. Більше ніж десять років був директором українських католицьких літніх таборів в Оттаві, Едмонтоні та в Британській Колумбії.
3 травня 2003 року Папа Римський Іван Павло ІІ призначив священника Стефана Хміляра єпископом Торонтським, на місце емеритованого єпископа Корнилія Пасічного, ЧСВВ. Архієрейська хіротонія відбулася 23 липня 2003 року в церкві Успіння Пресвятої Богородиці в м. Місісага (Онтаріо).
9 листопада 2019 року Папа Франциск прийняв зречення з душпастирського уряду владики Степана Хміляра та призначив Апостольським адміністратором Торонтської єпархії преосвященного владику Браяна Байду.
Єпископ Стефан Хміляр помер 21 грудня 2024 року.